# 四海國際
四海國際集團有限公司（英語：Cosmopolitan International Holdings Limited，港交所：0120），簡稱四海國際集團以及四海國際。

## 簡介
現時由富豪酒店國際控股有限公司、百利保控股有限公司，以及世紀城市國際控股有限公司聯營公司，由1991年透過四海地產證券有限公司成立，並在香港交易所主板作介紹形式上市。曾任主席何鴻章，屬於當時由何啟東家族持有的，2005年，已被富豪酒店關聯企業收購，現時主要業務證券、物業，以及財務投資等，地區包括香港、中國成都，以及新疆項目權益。

## 連結
- 四海國際集團有限公司（页面存档备份，存于）